# Narzędzia wnękowe
Narzędzia wnękowe – narzędzia kamienne formowane retuszem wnękowym. Należą do grupy narzędzi charakterystycznych dla paleolitu środkowego i dolnego. Narzędzia tego typu mogą posiadać od jednej do kilku wnęk, co jest podstawą dla ich typologii.  